# La belva (film 1924)
La belva (The Wolf Man) è un film muto del 1924 diretto da Edward Mortimer. Uscì nelle sale il 17 febbraio 1924, interpretato da John Gilbert e da Norma Shearer.

## Trama
Gerald Stanley, giovane e impulsivo, quando è ubriaco, cambia completamente di carattere: della cosa, se ne approfitta suo fratello Pierre, che è innamorato di Beatrice, la sua fidanzata. Per cercare di separarli, convince Gerald di essere un assassino, facendogli credere di aver ucciso il fratello di Beatrice durante una rissa. Gerald, in preda al panico, scappa in Canada. Qui, decide di mettere la testa a posto smettendola con l'alcool. Ma i suoi buoni propositi si infrangono quando viene a scoprire che Beatrice e Pierre si sono sposati: ricomincia a bere.
È sotto i fumi dell'alcool quando incontra Elizabeth Gordon, la figlia di un magnate della ferrovia che lui rapisce e si porta in giro per i boschi in canoa. Presi nelle rapide, Elizabeth viene salvata dal suo compagno: la ragazza comincia a conoscere Gerald sotto un altro aspetto e si innamora di lui. Quando Gerald alla fine viene catturato, la ragazza lo salva dal linciaggio: nel frattempo, si scopre che il supposto morto è ancora vivo. Gerald adesso guarda con fiducia a un futuro insieme a Elizabeth.

## Produzione
Il film fu prodotto dalla Fox Film Corporation e dalla Sunset Productions. Venne girato con il titolo di lavorazione The Beast.

## Distribuzione
Il copyright del film, richiesto dalla Fox Film Corp., fu registrato il 17 gennaio 1924 con il numero LP19869.
Distribuito dalla Fox Film Corporation, il film - presentato da William Fox - uscì nelle sale cinematografiche statunitensi il 17 febbraio 1924.
La pellicola è considerata perduta.